# Energía de Hungría

Suministro de electricidad en Hungría clasificado por fuente

Energía en Hungría describe la producción, consumo e importación de energía y electricidad en Hungría . La política energética de Hungría describe la política de Hungría relacionada con la energía.
| Tipo              | Cantidad |
| ----------------- | -------- |
| Nuclear           | 43.81    |
| Combustible fósil | 34.38    |
| Solar             | 7.05     |
| Biomasa           | 6,95     |
| Energía eólica    | 1.90     |
| Hidroeléctrica    | 0.01     |
| Total             | 93.10    |

| Categoría   | Cantidad |
| ----------- | -------- |
| Consumo     | 41.53    |
| Producción  | 32,99    |
| Importación | 19.18    |
| Exportación | 7.50     |

| Consumo     | 10.55 |
| Producción  | 1.69  |
| Importación | 11.68 |
| Exportación | 3.76  |

| Consumo     | 180.600 |
| Producción  | 35.200  |
| Importación | 134.800 |
| Exportación | 8.000   |

## Energía nuclear
En 2017, Hungría contaba con cuatro reactores nucleares en funcionamiento, construidos entre 1982 y 1987, en la central nuclear de Paks . 
Los acuerdos alcanzados en 2014 con la UE y otro con Rosatom, podrían dar como resultado la construcción de dos reactores más que entrarían en funcionamiento hasta el 2030. El coste estimado de 12.500 millones de euros, sería financiado principalmente por Rusia. 

## Petróleo
Hungría depende del petróleo ruso para cubrir el 46% de sus necesidades en 2021, lo que supone una disminución respecto del 80% al 2013. 
La exención a las sanciones por parte de la UE tras la invasión rusa de Ucrania en 2022, permite a Hungría seguir importando petróleo de Rusia hasta diciembre de 2023. 
MOL Group es una compañía de petróleo y gas en Hungría.

## Gas
Emfesz es un distribuidor de gas natural en Hungría. Panrusgáz importa gas natural de Rusia, principalmente de Gazprom.
El gasoducto Arad-Szeged es un gasoducto natural, que va desde Arad (Rumania) hasta Szeged (Hungría).
Los gasoductos Nabucco y South Stream estaban destinados principalmente para Hungría, luego se llevarían hacia otros países europeos. El gasoducto Nabucco trasportaría 31.000 millones de metros cúbicos de gas al año en un tramo de 3.300 km de longitud construido a través de Hungría, Turquía, Rumania, Bulgaria y Austria. Por otra parte, el gasoducto South Stream transportaría 63.000 millones de metros cúbicos de gas desde el sur de Rusia hasta Bulgaria bajo el Mar Negro. Estaba previsto que el gasoducto pasara por Hungría hasta llegar al centro y sur de Europa.  Estos dos proyectos fueron abandonados en las primeras fases de su diseño gracias a una combinación entre desinterés, cambios de prioridades y modificaciones en las condiciones geopolíticas en la cuenca más amplia del Mar Negro.
En 2022, Hungría dependía de Rusia para el 80% de su gas natural y buscaba seguir comprándole a Gazprom.  En octubre de 2023, Bulgaria aprobó una ley que grava el gas ruso en tránsito hacia Hungría con 20 levas (10,22 euros) por MWh, aproximadamente el 20% del precio de compra del gas; es probable que Gazprom tenga que pagar este coste. Hungría se ha quejado del impuesto. 

## Carbón
La última planta de electricidad a base de carbón, la Central Eléctrica de Matra, abasteció alrededor del 9% de las necesidades eléctricas de Hungría en 2020. Esta cuenta con dos minas de carbón en Visonta y en Bükkábrány . El generador actual se apagará en 2025 y será reemplazado por una unidad de ciclo combinado (CCGT).

## Energía renovable

Producción de electricidad renovable en Hungría según sus fuentes

Hungría es un miembro de la Unión Europea, gracias a ello, participa en la estrategia de la UE para aumentar su cuota de energía renovable . La UE adoptó la Directiva sobre energías renovables de 2009, que incluía un objetivo del 20 % de energías renovables para 2020 en la UE.  De aquí a 2030, la energía eólica debería producir entre un 26% y un 35% de la electricidad de la UE y ahorrar a Europa 56.000 millones de euros al año en costes de combustible evitados. 
Los autores nacionales de Hungría prevén que el consumo energético bruto de 2020 alcance un 14,7% de energías renovables, superando su objetivo vinculante del 13% por 1,7 puntos porcentuales. Hungría es el país de la UE con la menor penetración prevista de energías renovables en la demanda eléctrica en 2020, concretamente solo el 11% (incluyendo biomasa 6% y energía eólica 3%). La previsión incluye 400 MW de nueva capacidad de energía eólica entre 2010 y 2020. El pronóstico para 2009 de EWEA espera que Hungría alcance 1,2 GW de capacidad eólica instalada en este período.  A finales de 2010 la capacidad de energía eólica era de 295 MW. 

### Energía eólica
Desde 2012, no se han construido nuevos parques eólicos gracias a una ley de 2016 que prohíbe los parques eólicos en Hungría, exigiendo que estos se construyan a más de 12 kilómetros de cualquier comunidad. Para 2022 la capacidad es de 330 MW. En 2022, Hungría publicó un Plan de Recuperación y Resiliencia que destino un total de 2,3 billones de HUF (aproximadamente 6 mil millones de EUR) para proyectos de desarrollo estratégico en el sector energético, que pueden dar lugar a la construcción de parques eólicos adicionales.

#### Energía solar
Para 2022, Hungría tenía una capacidad de energía solar de 4,8 GW, superando los 26 MW de 2016. El objetivo principal de la nueva Estrategia Nacional de Energía es una capacidad de 6 GW para 2030.  En 2023, la capacidad de energía solar instalada fue de 5835 MW.  Este mismo año, la energía solar representó el 18,4% de la producción total de electricidad del país. 

## Emisiones de carbono
En 2007, las emisiones de dióxido de carbono ascendieron a 53,9 millones de toneladas, o alrededor de 5,4 toneladas per cápita, cuando el promedio de la UE-27 era de 7,9 toneladas per cápita. 